# Зов кукавице
Зов кукавице (енгл. The Cuckoo's Calling) је детективски роман британске списатељице Џ. К. Роулинг, који је написала под псеудонимом Роберт Галбрајт. Роман је објављен 2013. године и говори о бившем ратном ветерану, Корморану Страјку, који покушава да расветли убиство познате манекенке. Зов кукавице је прва књига из серијала о Корморану Страјку. Други део, „Свилена буба“, објављен је 2014. године.

## Синопсис
Једне јануарске ноћ у Лондону млада манекенка Лула Ландри погине након пада са балкона, а јавност је уверена да је у питању самоубиство. Њен брат сматра да се ради о убиству и ангажује приватног детектива Корморана Страјка да расветли њену смрт. Страјк има својих проблема: недавно се растао од веренице, без новца је и све га више боли десна нога, ампутирана до колена након рањавања у Авганистану. Неочекивану помоћ и подршку Страјк ће добити од младе секретарице Робин Елакот, која је фасцинирана Страјковим занимањем.

## Пубикације, продаја и критике
Роман је у априлу 2013. у Британији премијерно објавила издавачка кућа „Сфера“ у тиражу од 1500 примерака. Прве реакције критике су биле да је роман превише добро написан за дебитанта, непознатог писца Роберта Галбрајта, а 13. јула 2013. објављена је вест да је аутор романа Џ. К. Роулинг. Следећег дана роман се са 4709. места на листи најпродаванијих књига сајта Амазон попео на прво место. Идентитет правог аутора је наводно „процурео“ са друштвене мреже Твитер. Након разоткривања, Роулингова је изјавила: „Бити Роберт Галбрајт је било тако ослобађајуће искуство... Било је дивно објавити роман без велике рекламе и ишчекивања, а било је чисто задовољство добити коментаре читалаца под другим именом“. Потврдила је да ће и наредне делове овог серијала објављивати под истим псеудонимом.
Роман је побрао углавном позитивне критике. На сајту „Гудридс“ има оцену 3,8 од 5 на основу гласова 115 хиљада читалаца.
У Србији, роман је објављен у издању куће Евро Ђунти, која је објавила и сва остала дела Џ. К. Роулинг.